# Mädchen ohne Mitgift (Ostrowski)
Mädchen ohne Mitgift (russisch Бесприданница; deutsch auch unter dem Titel Schlechte Partie) ist ein Drama in vier Aufzügen von Alexander Ostrowski. Es entstand zwischen 1874 und 1878, wurde 1878 uraufgeführt und 1879 erstmals gedruckt.

## Inhalt

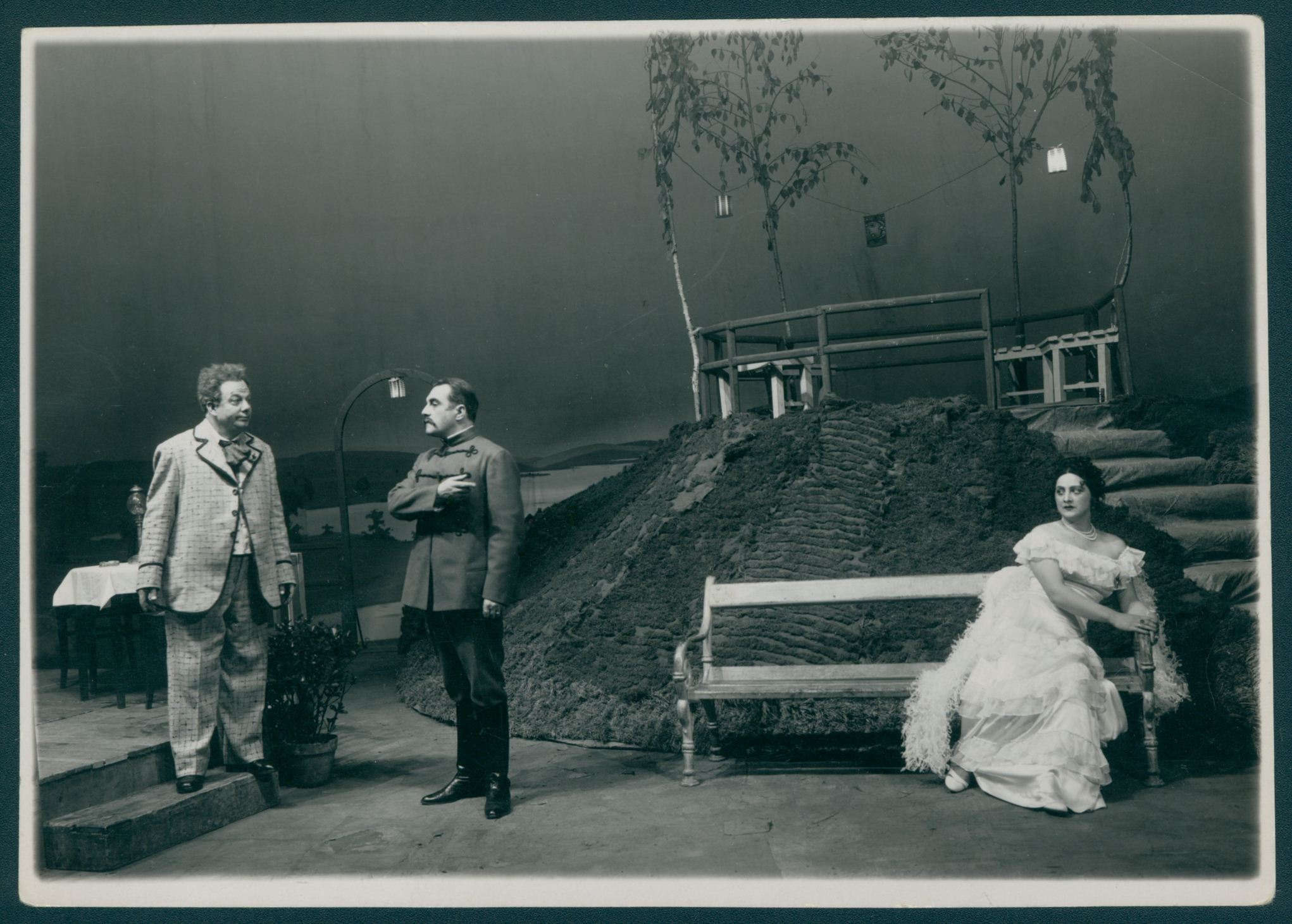
Petja Gerganowa als Larissa in einer Inszenierung von Nikolai Massalitinow, um 1937/38.

## Erster Akt
In einem Café am Wolgaufer unterhalten sich Woshewatow und Knurow und kommen dabei auch auf die Ogudalowa und ihre Tochter Larissa zu sprechen, das titelgebende „Mädchen ohne Mitgift“, das nach einigen gescheiterten Anläufen mit anderen Bewerbern nun Karandyschew heiraten soll, einen spießigen Kleinbürger. Dieser taucht kurz darauf auch im Café auf, zusammen mit der Ogudalowa und Larissa. Er lädt Woshewatow und Knurow für den Abend zu sich ein, er möchte ein Diner zu Ehren Larissas geben.
Nachdem die anderen gegangen sind, bleiben Larissa und Karandyschew, ihr Bräutigam in spe, zurück und unterhalten sich. Karandyschew ist wegen der Vertrautheit Larissas mit ihrem Jugendfreund Woshewatow eifersüchtig, außerdem lobt sie Paratow (mit dem sich einst eine Heirat anbahnte, bis er ganz plötzlich abreiste). Ohne dass Larissa schon davon weiß, ist Paratow nach mittlerweile einem Jahr inzwischen per Schiff wieder in die Stadt zurückgekehrt. Er hat zur eigenen Belustigung einen Provinzschauspieler im Schlepptau, der sich Robinson nennt und sich von ihm aushalten lässt. In die Stadt gekommen ist Palatow, der große Teile seines Vermögens eingebüßt hat, um sich reich zu verehelichen. Als er erfährt, dass Larissa ebenfalls vorhat zu heiraten und es abends ein Diner mit ihr gibt, lädt er sich kurzerhand auch dazu ein.

## Zweiter Akt
Knurow stattet der Ogudalowa einen Besuch ab. Er versucht sie davon abzuhalten, Larissa an einen mittellosen Simpel wie Karandyschew zu verheiraten, nur weil sie keine Mitgift hat. Sie sei vielmehr „für ein Leben in Luxus geschaffen“. Er bietet ihr an, ihnen finanziell unter die Arme zu greifen, wenn es nicht zur Heirat käme, wünscht sich aber auch eine Gegenleistung.
Von dem Zigeuner Ilja, den sie bittet, ihr ein Lied beizubringen (nach Baratynskis Gedicht Не искушай меня без нужды, dt. Versuch’ mich doch nicht ohne Not), erfährt Larissa, dass ein gnädiger Herr eingetroffen sei, von dem sie aber immer noch nicht weiß, dass es sich um Paratow handelt.
Im Gespräch mit Karandyschew erläutert dieser, warum er unbedingt den Abendempfang geben will, nämlich um sich als Bräutigam Larissas zu präsentieren, nachdem er bisher so viel Verachtung von allen erfahren hat. Dabei macht Larissa klar, dass er die letzte Wahl war und sie so bald wie möglich weg aufs Dorf ziehen will, um dort Ruhe zu haben. Da erfährt sie, dass Palatow angereist ist, und prompt steht er auch vor der Tür.
Ihre Mutter soll Paratow eigentlich abweisen, doch er schmeichelt ihr wie früher. Er sei damals so abrupt abgereist, weil es Probleme mit seinem Besitz und Vermögen gegeben habe. Nun sei er zwar immer noch nicht wieder ganz saniert, habe aber vor, reich zu heiraten. Schließlich kommt es zu einer Aussprache zwischen Paratow und Larissa, in der sie ihm gesteht, dass sie ihn immer noch liebt. Paratow nimmt das stolz entgegen und führt aus, dass Liebe nun einmal immer ungleich verteilt sei.
Als Karandyschew dazukommt, gibt es ein Gespräch voller gegenseitiger Sticheleien mit Paratow. Als Woshewatow auftritt, hat er den Schauspieler Robinson im Schlepptau, den er sich offenbar von Paratow ausgeliehen hat. Als die drei unter sich sind, heckt Paratow einen Streich aus, den er gegen Karandyschew richten will. Mit dieser Ankündigung endet der zweite Akt.

## Dritter Akt
Abendgesellschaft im Haus von Karandyschew: Der angekündigte Spaß besteht darin, den spießigen Karandyschew über Gebühr zu loben und betrunken zu machen, während alle anderen das Trinken nur vortäuschen. Karandyschews Tante Jewfrosinja Potapowna beklagt derweil, dass dieses Diner viel zu teuer ist. 
Während andauernder geselliger Gespräche wird Larissa dazu überredet, eine Weise zu singen. Danach tut Paratow so betört, dass er ihr Komplimente macht und bedauert, sie verlassen zu haben. Er lädt sie zu einer Bootsfahrt mit den anderen auf der Wolga ein und sie stimmt zu. Als Karandyschew nach einer lächerlichen Rede über seinen Triumph als Larissas Bräutigam gerade neuen Wein holen geht, verlassen Knurow, Woshewatow samt Robinson, Paratow und Larissa das Haus Richtung Wolga. Als Karandyschew merkt, dass er zum Narren gehalten wurde, nimmt er seine Pistole und verlässt wütend die Szene.

## Vierter Akt
Bei seiner Suche trifft Karandyschew auf Robinson, der ihn aber abwimmelt und zum Anlegeplatz schickt. Knurow und Woshewatow sind mittlerweile von dem gemeinsamen Ausflug zurück und begeben sich ins Café. Sie sind sich einig darin, dass es keine gute Idee von Larissa war, den Bräutigam vor der Hochzeit für Paratow und seine leeren Versprechungen zu verlassen. Der werde seine gute Partie nie für ein mitgiftloses Mädchen aufgeben. Die beiden sind sich auch einig darin: „Что делать-то! мы не виноваты, наше дело сторона.“ („Was kann man machen. Wir sind nicht schuld daran. Wir haben nichts damit zu tun.“)
Als Paratow und Larissa am Café eintreffen, möchte er sie mit seiner Kutsche nach Hause schicken, doch sie lässt sich nicht abwimmeln. Sie verlangt von ihm, dass er sie als seine Braut anerkennt. Schließlich gesteht Paratow ihr, dass er anderweitig verlobt ist. Larissa schickt ihn fort. Sie sucht Hilfe bei ihrem Jugendfreund Woshewatow, doch der hat beim Münzwurf mit Knurow verloren, und muss diesem den Vortritt lassen. Larissa wird dann auch von Knurow aufgesucht, der sie nach Paris einlädt, sie zwar nicht ehelichen könne, da er bereits verheiratet sei, ihr aber finanzielle Sicherheit anbietet.
Schließlich kreuzt Karandyschew auf und stellt Larissa zur Rede. Diese beleidigt ihn aber und bezeichnet ihn als „ničtožestvo“, als „Null“. In Rage erschießt Karandyschew Larissa, die so lebensmüde ist, dass sie sich darüber freut. Sie hebt die Pistole auf und legt sie auf den Tisch, damit es so aussieht, als habe sie sich selbst erschossen. Als die Anderen bestürzt herbeieilen, hält sie ihren Abschiedsmonolog, in dem sie sagt, dass es ihre eigene Schuld gewesen sei und dass sie niemanden anklagt.

## Aufführungen
Unter dem Titel Schlechte Partie (in der Neuübersetzung von Alexander Nitzberg) wurde das Stück in der Regie von Alvis Hermanis 2017 am Wiener Burgtheater aufgeführt (Premiere am 21. Oktober 2017). Die Rolle der Larissa spielt Marie-Luise Stockinger.

## Verfilmungen
- 1984: Eine bittere Romanze (Жестокий романс)

## Ausgaben
- das Drama im russischen Original auf Wikisource
- Leseprobe aus der deutschen Übersetzung von Joachim G. Boeckh